# St.-Nikolai-Kirche (Altefähr)

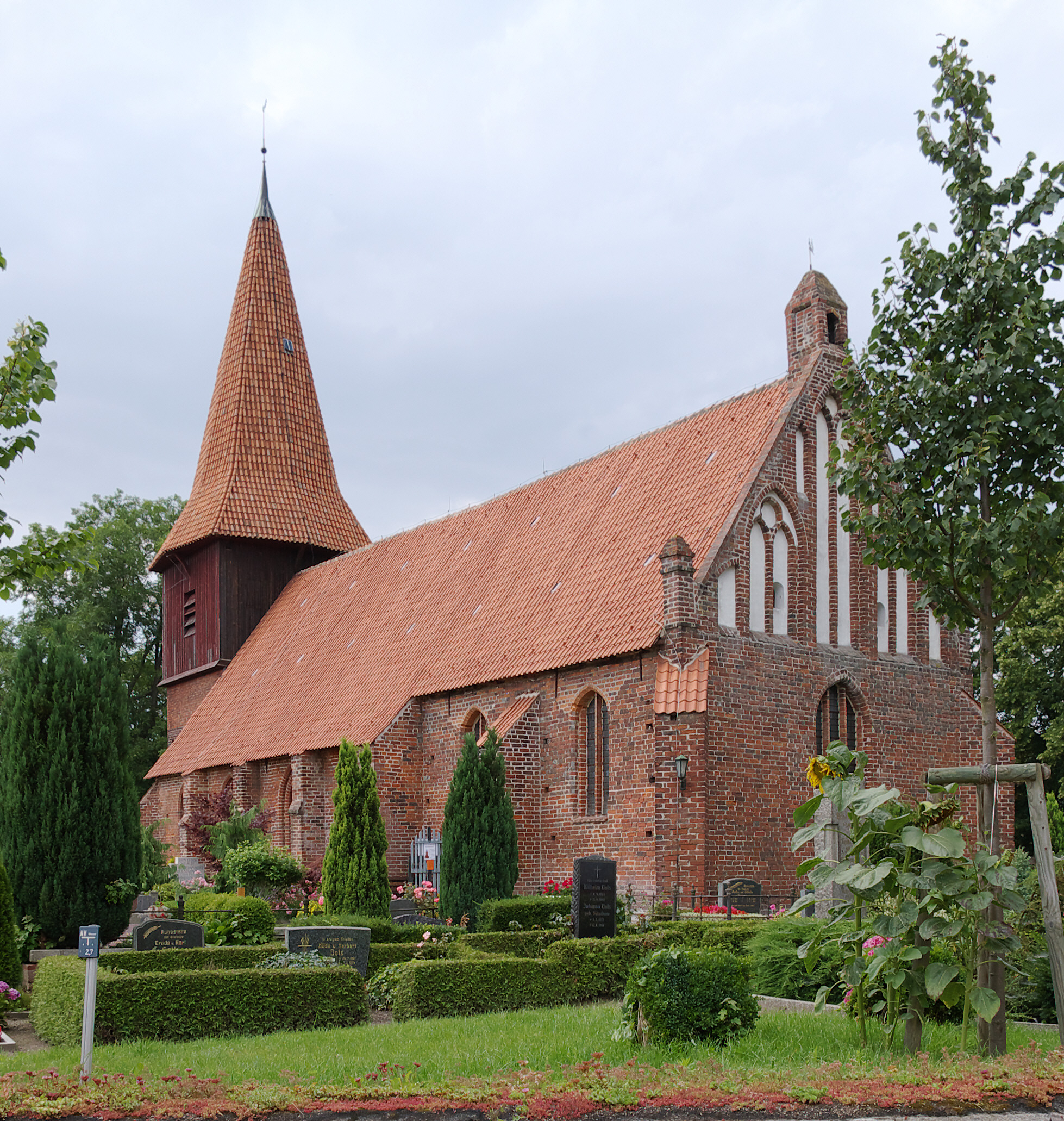
St. Nikolai in Altefähr

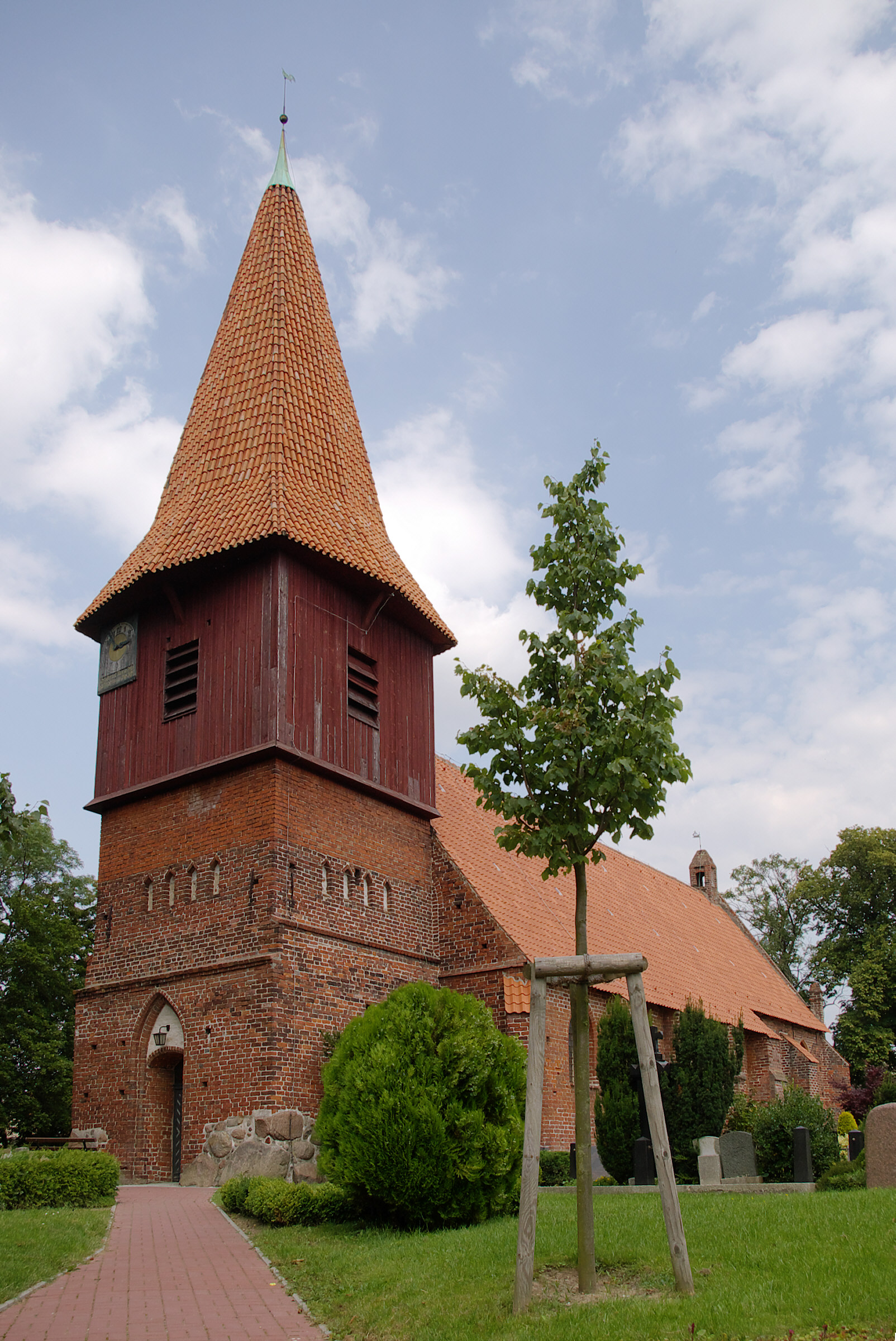
Kirchturm mit Feldsteinsockel

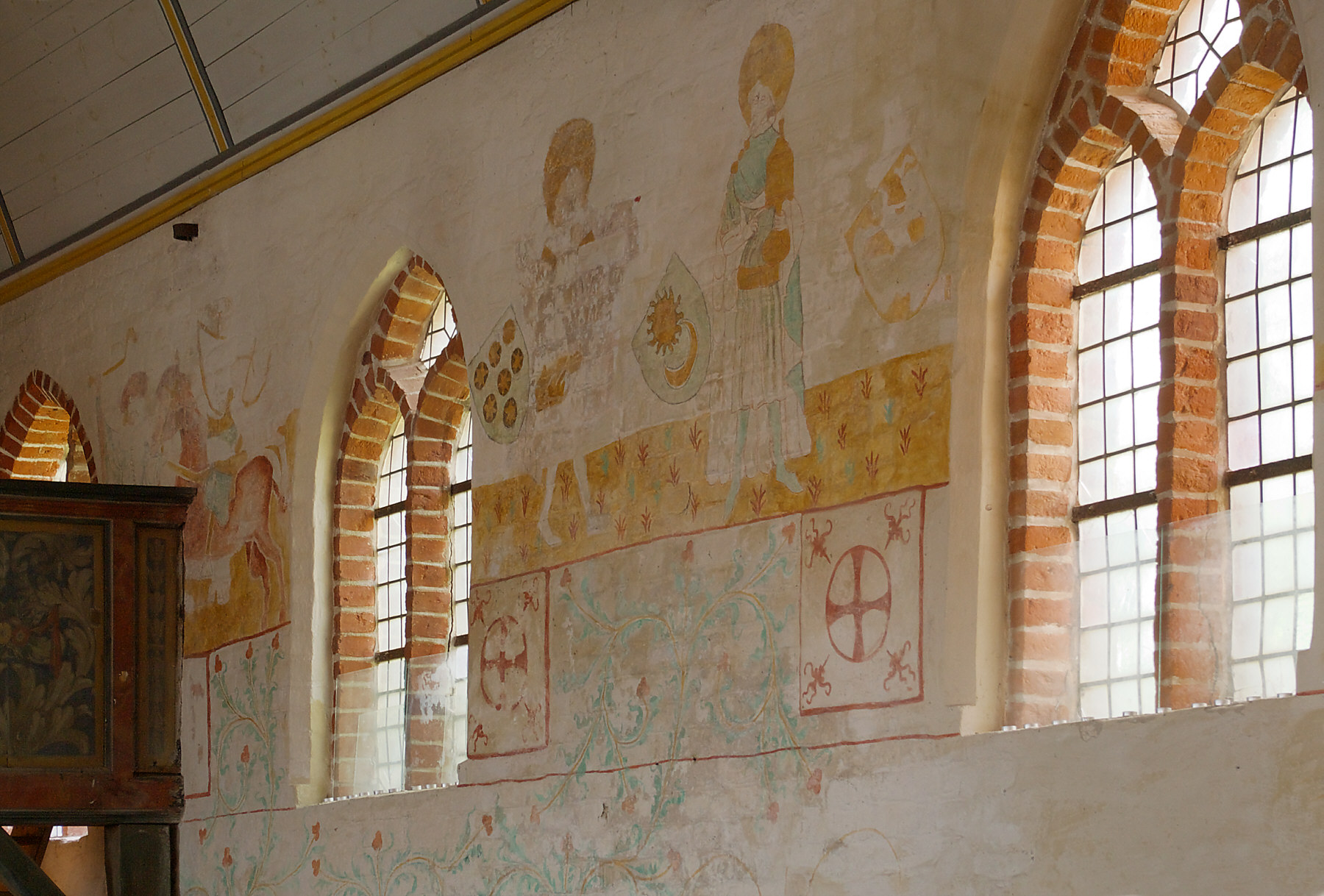
Wandmalerei an der Nordwand des Kirchenschiffs, Darstellung des Caspar

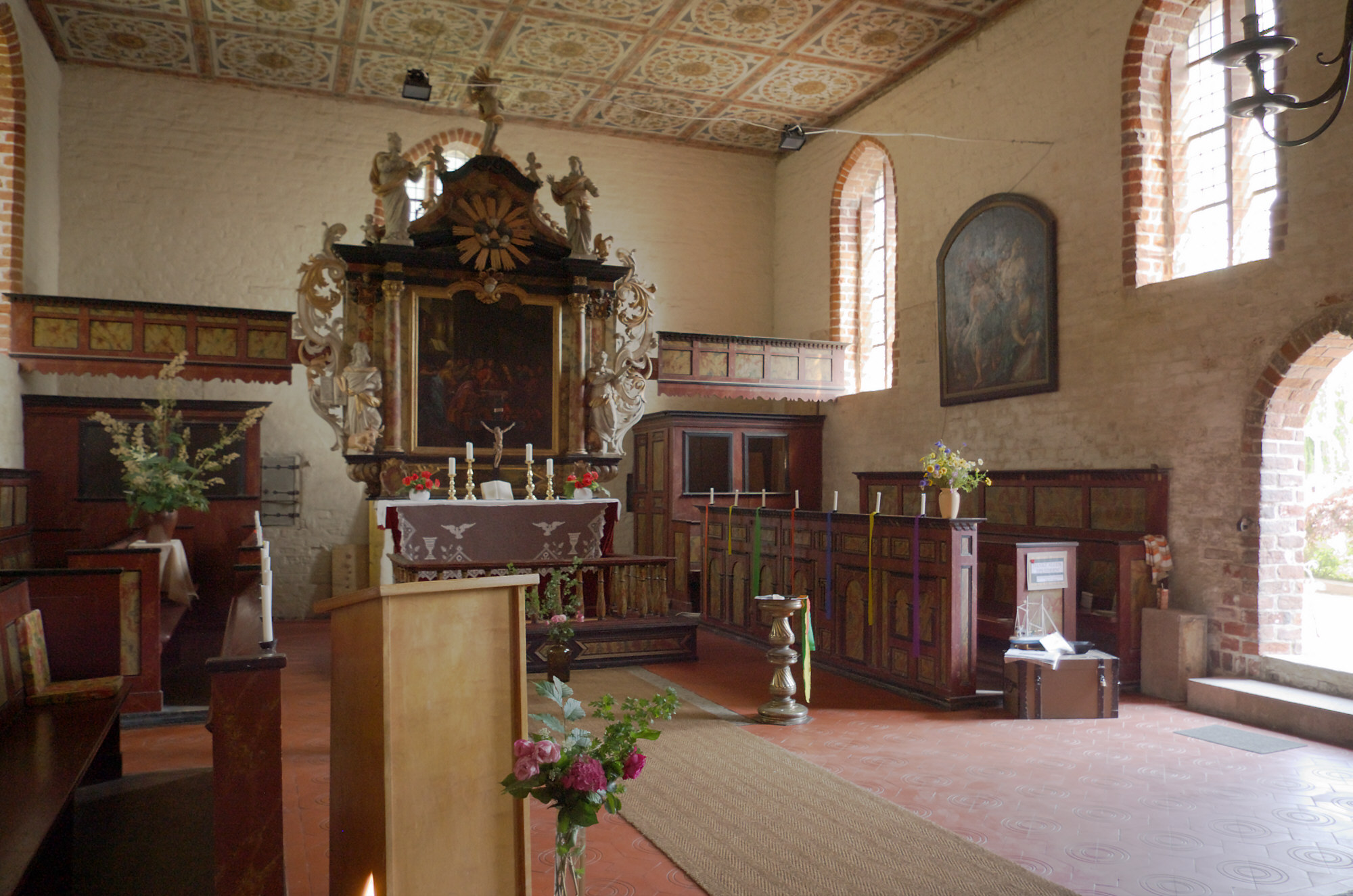
Chor mit Altar

Die Dorfkirche St. Nikolai in Altefähr auf Rügen ist wegen ihrer Lage am ehemaligen Fähranleger auch als St. Nikolaus zur Fähre bekannt. Sie liegt am Strelasund direkt gegenüber der Stadt Stralsund und gilt als alte Seefahrerkirche, worauf auch der Namenspatron St. Nikolaus hindeutet. Die Backsteinkirche, deren älteste Teile aus dem 15. Jahrhundert stammen, ist im Inneren mit kostbaren Wandmalereien aus dem 15. Jahrhundert sowie mit zahlreichen Schiffsmodellen geschmückt.

## Geschichte
1325 wird erstmals eine Kapelle in dem um 1220 entstandenen Ort Altefähr urkundlich als capella opposita civitati stralsund erwähnt. Von diesem Bau sind jedoch keine Reste erhalten. Seit dem 13. Jahrhundert legte in Altefähr die Fähre an, die Rügen bis zum Bau des Rügendamms mit dem Festland verband.
Die ältesten Teile des heutigen Kirchengebäudes wurden in der zweiten Hälfte des 15. Jahrhunderts errichtet. Zunächst entstand der rechteckige Chor, anschließend das Kirchenschiff und zuletzt der Turm. Die Kirche ist aus Backsteinen gemauert; im Turmuntergeschoss und in der Nordwand der Sakristei wurden jedoch auch auffällig große Findlinge verbaut. Die Wände von Kirchenschiff und Chor werden außen durch vergleichsweise schlanke Strebepfeiler abgestützt.
Ende des 17. Jahrhunderts wurde die Kirche ausgemalt und 1692 der Turm durch Blendenreihen verändert. Eine geschnitzte Inschrift verweist auf eine Renovierung 1737, vermutlich erhielt das Kirchenschiff bei dieser Gelegenheit sein heutiges Tonnengewölbe, während im Chor lediglich die bestehende Flachdecke erneuert wurde. Gleichzeitig erhielt die Kirche ein Satteldach in der heute noch erhaltenen Form. Nachdem das obere Drittel des Turmes 1803 eingestürzt war, wurde der Turm erneuert. Eine weitere umfassende Renovierung der Kirche fand 1912/13 statt. Hierbei wurde sowohl das verbretterte Fachwerk des Turmobergeschosses als auch der Turmhelm erneuert. Bei dieser Renovierung wurden auch erstmals die mittelalterlichen Wandmalereien entdeckt, jedoch sofort wieder übertüncht. Mittlerweile sind die Wandmalereien jedoch wieder freigelegt worden. Die Kirche wird heute von der Gemeinde St. Nikolai Altefähr genutzt.

## Architektur
Der Eingang der Kirche auf der Westseite des Gebäudes führt durch die Turmhalle des dreigeschossigen Turmes in das Kirchenschiff. Über den beiden gemauerten unteren Geschossen des auf quadratischem Grundriss errichteten Turmes befindet sich eine verbretterte Fachwerkkonstruktion, auf der der achteckige Turmhelm sitzt. Auf der Südseite gliedern vier, im Norden drei Spitzbogenfenster die Seitenwände des Kirchenschiffes, das von einem Tonnengewölbe überwölbt wird. Der schmalere Chorraum hat nach Süden hin zwei, im Norden ein Fenster und schließt oben mit einer Flachdecke ab. Am nördlichen Übergang von Chor und Schiff ist die Sakristei angefügt, die Zutritt zur Kanzel in der nordöstlichen Ecke des Kirchenschiffes und in den Chorraum gewährt. Beide Giebelfronten sind mit Spitzbogenblenden verziert, die jedoch auf der Westseite durch den Turm verdeckt sind. An der Nordseite des Kirchenschiffs eine nachmittelalterliche Kapelle.

## Ausstattung

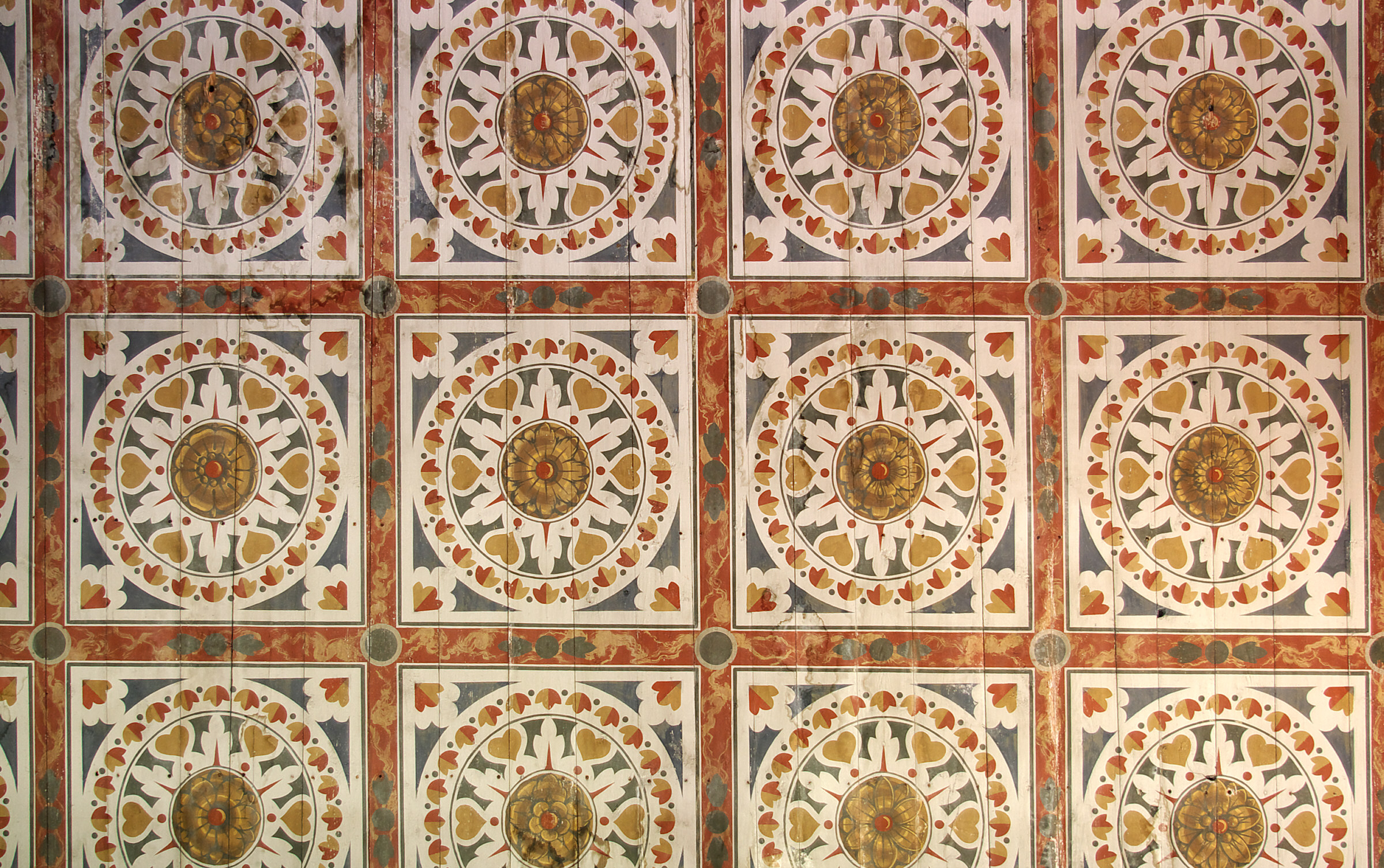
Deckenausmalung im Chor

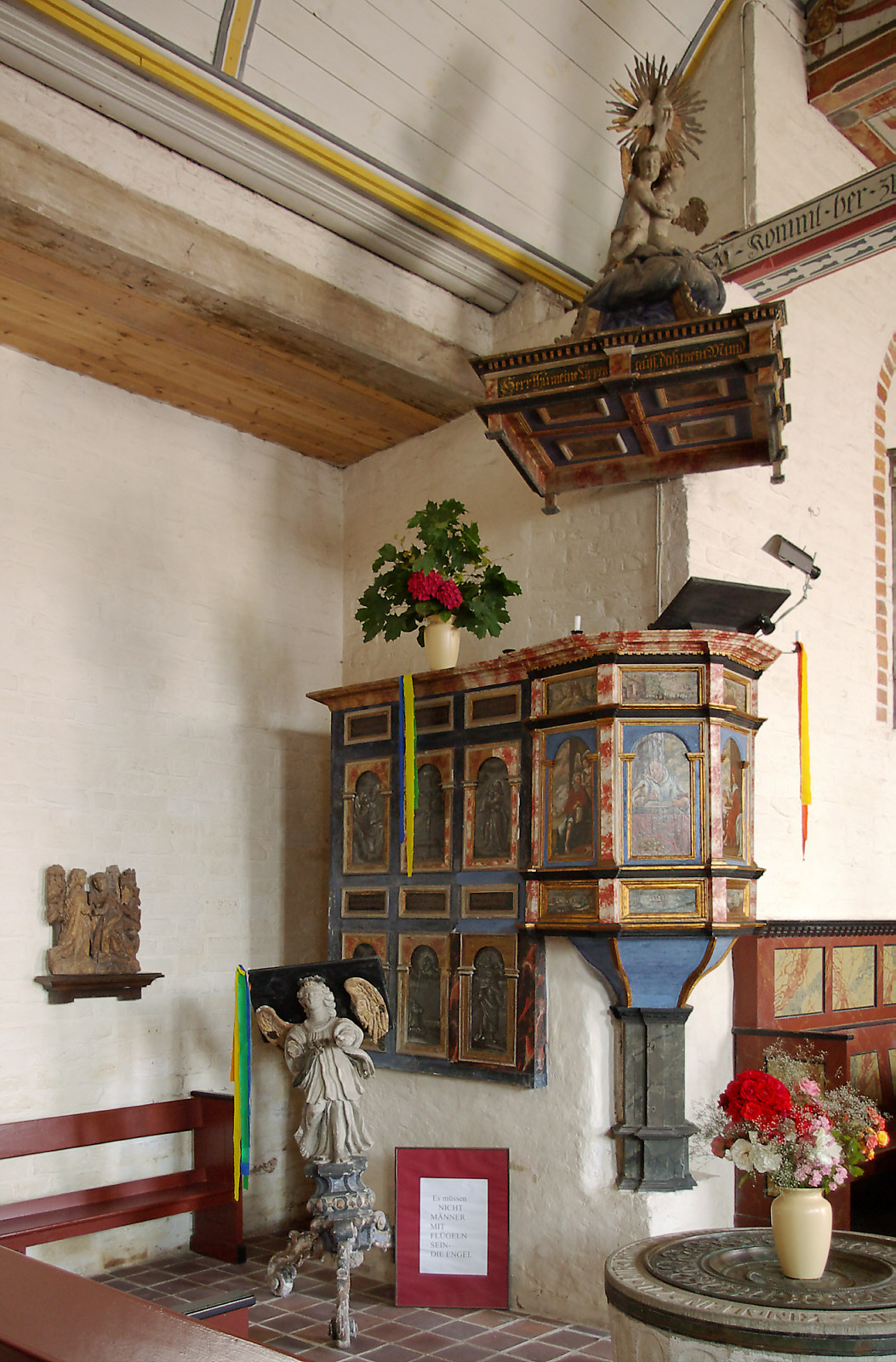
Kanzel

Der Innenraum wurde bereits zur Entstehungszeit der Kirche ausgemalt; 1674 folgte eine neue Ausmalung von Sewald Bärstenbütter. Die mittelalterlichen Wandmalereien an der Nordwand zeigen die Anbetung der Heiligen Drei Könige. Die dargestellten Wappen lassen sich mithilfe des Wappenbuchs des Herold von Geldern als Wappen der Heiligen Drei Könige identifizieren. Das übrige Programm der Ausmalungen ist noch nicht identifiziert.
Auf der Westseite dominiert die Empore den Kirchenraum, auf der sich die Orgel mit neogotischem Prospekt befindet. Die heutige Empore stammt aus dem 19. Jahrhundert und wurde 1913 neu bemalt, enthält jedoch Elemente einer älteren Vorgängerkonstruktion. Erhalten blieben zwei Teile einer Emporenbrüstung aus der zweiten Hälfte des 17. Jahrhunderts, die eine rundbogige Feldaufteilung aufweisen. Dort befindet sich ein, ursprünglich möglicherweise als Altarblatt dienendes, Gemälde aus dem 17. Jahrhundert. Es stellt die Grablegung Christi dar. Bereits vom Anfang des 17. Jahrhunderts stammt das in einem Ädikularahmen befindliche Bild der Abundantia. Im Chor sind Beichtstühle aus dem Jahr 1700 erhalten, die wie auch das Chorgestühl 1913 ebenfalls eine neue Bemalung erhalten haben.
Ältester Ausstattungsgegenstand ist die Fünte aus schwedischem Kalkstein, die aus dem 14. Jahrhundert stammt. Besonders auffällig sind vier ausgestellten Schiffsmodelle, darunter der erste Fährdampfer, der Raddampfer Altefähr I (1855–95) und das letzte Fährschiff, der Dieselkutter Altefähr II.
Der Altaraufsatz aus Kiefernholz von Michael Müller aus Stralsund stammt von 1746 und zeigt eine seitenverkehrte Kopie einer Abendmahlsdarstellung von Rubens. Das Altarbild wird von Säulen und Figuren sowie ornamentalen Ranken umrahmt. Das Giebelfeld des Altars zeigt eine Wolkengloriole mit trinitarischem Dreieck in der Mitte. Diese Darstellung ist nach dem Vorbild des barocken Hauptaltars der St. Nikolai-Kirche in Stralsund gestaltet worden; die dort vorhandene komplexe Symbolik ist hier in einfachster Form mit drei Engelsköpfen konzipiert. Das Dreieck enthielt ursprünglich das göttliche Schöpfungswort mit hebräischen Buchstaben, dieses ist heute goldfarben überstrichen. Eine größere vollständig erhaltene Version befindet sich in Sagard. Darüber steht der auferstandene Christus zusammen mit zwei Engeln. Zeitgleich entstanden die Altargitter. Die zierliche Kanzel aus Kiefernholz von 1667/74 zeigt auf den vier Feldern an der Außenseite des Korbs die vier Evangelisten. Der quadratische Schalldeckel entstand gleichzeitig mit der Kanzel, die Bekrönung wurde 1740 vermutlich vom Künstler des Altaraufsatzes gefertigt.
Das in der Kirche befindliche hölzerne Kruzifix wird auf den Anfang des 15. Jahrhunderts datiert und stammt ursprünglich aus der Kapelle Bessin. Bemerkenswert sind auch zwei um 1500 entstandene Reliefgruppen eines Schnitzaltars, die die Heimsuchung Mariae und die Flucht nach Ägypten darstellen.
Die Kirche verfügt über eine 1595 von H. Thurmann aus Stralsund geschaffene Bronzeglocke mit Kapitalenumschrift und Münzabdrucken. Des Weiteren sind zwei aus Kalkstein gefertigte Grabplatten beachtenswert. Die Ältere mit Wappen ausgeführt erinnert an den 1566 verstorbenen Henning von Bohlen, die Jüngere, mit einer Inschrift versehene, an einen 1580 verstorbenen Burmester.

### Orgel

Kirchenschiff, Westempore mit Orgel

Die Orgel wurde 1913 von dem Orgelbauer Barnim Grüneberg aus Stettin erbaut, unter Verwendung des Gehäuses und eines Teils des Pfeifenwerkes der Vorgängerorgel von 1840. 
Das Kegelladen-Instrument hat 11 Register auf zwei Manualen und Pedal. Die Spiel- und Registertrakturen sind pneumatisch. Die Orgel wurde 2006 von der Orgelwerkstatt Scheffler renoviert.
| I Hauptwerk C–f3 |                 |    |
| 1.               | Hohlflöte       | 8′ |
| 2.               | Prinzipal       | 8′ |
| 3.               | Gamba           | 8′ |
| 4.               | Oktave          | 4′ |
| 5.               | Rauschquinte II |    |

| II Brustwerk C–f3 |              |    |
| 6.                | Gedackt      | 8′ |
| 7.                | Aeoline      | 8′ |
| 8.                | Voix celeste | 8′ |
| 9.                | Flöte        | 4′ |

| Pedal C–d1 |              |     |
| 10.        | Subbaß       | 16′ |
| 11.        | Prinzipalbaß | 8′  |

- Koppeln: II/I, I/P

## Gemeinde
Die evangelische Kirchgemeinde gehört seit 2012 zur Propstei Stralsund im Pommerschen Evangelischen Kirchenkreis der Evangelisch-Lutherischen Kirche in Norddeutschland. Vorher gehörte sie zum Kirchenkreis Stralsund der Pommerschen Evangelischen Kirche.
Siehe auch: Liste der Kirchen auf Rügen